# La storia dei tre Adolf
La storia dei tre Adolf (アドルフに告ぐ?, Adorufu ni tsugu, lett. "Messaggio ad Adolf") è un manga scritto e disegnato da Osamu Tezuka nel 1983 e pubblicato in Giappone fino al 1985 dalla rivista Shukan Bunshun. Non ha mai avuto una trasposizione in prodotto d'animazione.
In Italia il manga è stato pubblicato diviso in tre volumi da Hazard Edizioni nel 2010, mentre J-Pop Manga ha curato un'edizione divisa in due volumi, pubblicata alla fine del 2018 col titolo I tre Adolf.

## Trama
Berlino, 1936. Sohei Toge, giornalista inviato per le olimpiadi, viene a sapere del possesso da parte del fratello Isao, universitario attivista di sinistra, di alcuni documenti che provano le origini ebraiche di Adolf Hitler. Purtroppo non fa in tempo a venirne da esso informato poiché qualcuno lo ha appena ucciso e gettato da una finestra. Improvvisamente il suo corpo scompare e così anche ogni prova della sua esistenza. Sohei si mette alla ricerca del cadavere di Isao, ma viene sequestrato e torturato dalla Gestapo. Dopo essere stato rilasciato, tenta vanamente di rintracciare i suoi rapitori partecipando al Raduno di Norimberga.
Kōbe. L'amicizia tra Adolf Kaufmann, figlio di un membro del consolato tedesco, Wolfgang, e di una giapponese, Yukie, e Adolf Kamil, di panettieri ebrei tedeschi, è ostacolata dai genitori. Adolf Kamil, ascoltando di nascosto il padre, viene al corrente del segreto di Hitler rivelandolo accidentalmente ad Adolf Kaufmann. Il padre di quest'ultimo, anch'egli alla ricerca dei documenti per conto del consolato, si ammala e muore, non prima però di riuscire ad iscrivere il figlio alla Adolf Hitler Schule di Berlino. Kaufmann tenta così di andare a nascondersi nel bosco. Ma è ormai tutto inutile:  è costretto a partire per Berlino, dove verrà arruolato nella Hitler-Jugend e premiato dal Führer in persona per le sue capacità.
I documenti sono giunti in Giappone e sono entrati in possesso della signorina Ogi, ex maestra elementare di Isao Toge e membro di un gruppo pacifista. Sulle loro tracce incombe anche Akabane, ispettore della polizia segreta giapponese arrivista e testardo. Inseguito dalla polizia, Toge viene arrestato di fronte a casa Kaufmann, ma proprio grazie all'intervento della signora Kaufmann, che avrebbe confessato i suoi sentimenti verso Toge, dopo un'inutile tortura, riesce a farsi rilasciare. Di nuovo inseguito da Akabane, però, Toge, oltre a perdere i documenti, viene accusato di aver dato fuoco alla discarica in cui erano nascosti e del tentato omicidio dell'ispettore, feritosi accidentalmente durante la colluttazione. Toge e l'ispettore Niikawa riescono a riprendere possesso dei documenti ma vengono attaccati da Acetylene Lampe. Nonostante Toge riesca a fuggire, lo scontro a fuoco avrà esiti drammatici: il poliziotto rimane ucciso e Lampe scompare senza riportare danni. In seguito Toge, nascostosi in un Izakaya, viene ancora una volta scagionato, e decide di riaffidare i documenti alla signorina Ogi.
Intanto la carriera di Adolf Kaufmann nella AHS prosegue senza intoppi, diventando segretario personale del Führer. Il padre di Adolf Kamil, Isaac, è costretto a recarsi in Lituania per aiutare gli studenti della scuola ebraica Yeshiva a fuggire in Giappone, ma viene derubato del passaporto. Viene quindi catturato e portato in Germania, dove Kaufmann, senza volerlo, viene forzato ad ucciderlo. Durante i rastrellamenti si innamorerà poi di una ragazza ebrea, Elisa Gutheimer, che riesce a trarre in salvo inviandola in Giappone a farsi ospitare da Adolf Kamil. La signorina Ogi e Adolf Kamil, anch'egli suo ex-alunno, decidono di consegnare i documenti alla spia russa Ramsey, corrispondente del Frankfurter Zeitung, che verrà arrestato e giustiziato dalla polizia giapponese. I documenti passano dalle sue mani a quelle di Yoshio Honda, di cui la figlia dell'ispettore Niikawa, Mieko, si è infatuata,  che li sotterra nel giardino di casa. Questi infatti rifiuta il militarismo e l'espansione coloniale giapponese e agisce da tramite per la rete spionistica di Ramsey. Suo padre, il colonnello della polizia militare Honda, temendo che finisca sotto processo, lo uccide a sangue freddo, facendolo passare come suicidio.
Mentre in Giappone la relazione tra Sohei e la vedova Kaufmann si fa sempre più intima, portando i due ad aprire un ristorante tedesco, In Germania Lampe propone ad Adolf Kaufmann l'incarico di recuperare i documenti. Kaufmann però rifiuta perché incaricato da Hitler in persona di trovare i responsabili dell'attentato subito nel suo quartier generale. Ma Hitler, a causa degli insuccessi del Terzo Reich, impazzisce accusando lo stesso Kaufmann di tradimento. Grazie a Lampe, che svela il vero colpevole, riesce a mantenere il suo incarico, e hanno inizio così i “processi” che porteranno alla condanna di oltre cinquemila persone. Come atto finale di tale paranoica epurazione, Kaufmann riceve l'ordine di giustiziare anche Rommel. Rifiutandosi di uccidere uno dei maggiori eroi tedeschi, Kaufmann viene declassato e costretto a occuparsi del trasferimento di ebrei nei campi di sterminio; La carriera militare di Adolf Kaufmann è a questo punto ormai giunta all'epilogo. Riavvicinato da Lampe, Kaufmann è quindi costretto ad accettare l'incarico di partire per il Giappone attraverso il mar glaciale artico su un sottomarino, per uccidere tutti i testimoni dei documenti su Hitler e distruggerli. Riuscito a raggiungere il Giappone nonostante le avverse condizioni psicologiche oltre che ambientali del viaggio,  Adolf si ricongiunge con la madre, che gli rivela di essersi risposata con Sohei Toge, bersaglio di Adolf. Scontratosi con Kamil e Toge, Kaufmann recupera finalmente i documenti, per poi scoprire che Hitler è morto e la Germania si è appena arresa. La vedova Kaufmann morirà appena dopo aver dato alla luce Yu, la figlia che aveva concepito assieme a Sohei Toge, affidandola a quest'ultimo, che a sua volta affiderà alla proprietaria dell'Izakaya.
Terminate le traversie inerenti ai preziosi attestati, la vicenda si sposta in Medio Oriente, negli anni dei conflitti arabo-israeliani, dove i due Adolf si ritroveranno: Kamil arruolato nell'esercito d'Israele, Kaufmann facente parte dell'organizzazione Settembre Nero. Il loro incontro terminerà in modo tragico.
Dieci anni dopo lo scontro tra Kamil e Kaufmann, Sohei Toge si reca in Israele alla ricerca di Adolf Kamil, salvo però trovarlo ad accoglierlo suo figlio e la moglie Elisa, essendo deceduto un mese prima in un attentato terroristico. Toge afferma di essere venuto proprio per rendere omaggio a Kamil e che sta raccogliendo fonti per trascrivere le memorie dei tre Adolf, per sensibilizzare chiunque possa leggerle. Viene poi condotto al cimitero dove è sepolto Adolf Kamil, lo stesso che si vede all'inizio della storia.

## Analisi
Der Führer ist Jude. Inizia così una storia dove Tezuka crea un intreccio di vicende che coinvolgono Sohei Toge e gli amici di nome Adolf. Infatti il fumetto non riguarda solo le avventure del giornalista che deve svelare l'incredibile verità ma anche quelle dei due amici che vengono sviluppate in parallelo con un ritmo incalzante e in maniera sempre più interessante. Nel tracciare la personalità dei tre protagonisti l'autore ha creato uomini veri i cui drammi, paure, passioni e contraddizioni danno loro vita, creando psicologie complesse e verosimili.
Sohei Toge decide di rendere pubblici i preziosi documenti e per questo verrà perseguitato da nazisti e polizie segrete di mezzo mondo, ma, con perseveranza tutta giapponese, sopporterà e lotterà, superando le sue paure e le perdite in nome di uno scopo che val bene anche la sua stessa vita, che non esita a mettere a repentaglio. Adolf Kamil, ebreo, non deve solo combattere contro il razzismo di ogni giorno, ma anche esporsi e rischiare la vita per contribuire a divulgare le vere origini di Hitler e aiutare i rifugiati ebrei in Giappone. Adolf Kaufmann, amico sincero di Kamil, verrà costretto dall'autoritario padre a diventare un ufficiale nazista. L'indottrinamento degli uomini del Reich lo obbliga a piegarsi a un'ideologia che non comprende e non vuole accettare ma che, alla fine, riesce a corromperlo. La vicenda di Adolf Kaufmann è rappresentazione del tema portante di questo manga: la stupidità e l'insensata violenza connaturate agli uomini, qui simboleggiate dalla follia nazista, che annienta le aspirazioni alla pace e all'amore di altri uomini.
La condanna della guerra e degli odi razziali diviene così, per estensione, condanna del lato più oscuro della natura umana che inspiegabilmente prevale. Non bisogna tuttavia pensare che Tezuka si limiti a un'ingenua considerazione del razzismo, come qualcosa che venga da fuori. Nell'ultimo volume infatti, se si vede Kaufmann perseverare nella sua ostilità ossessiva verso gli ebrei, si vede pure il tenente Kamil, fino a poche pagine prima un personaggio sempre pacifico, partecipare senza esitazione a spedizioni militari in Palestina dove anche donne e bambini vengono uccisi. Il messaggio è chiaro: nessuno è immune all'odio verso altri uomini.
Dal punto di vista tecnico l'autore rinuncia al suo tipico tratto caricaturale per utilizzare un disegno più realistico che meglio si adatta all'importanza della storia. Le tavole sono impostate in modo semplice e schematico. Tradizionali le inquadrature.
Le origini ebree di Adolf Hitler potrebbero non essere un'invenzione dell'autore. Una teoria ipotizzata nel 2011 ritiene che sua nonna paterna, Maria Schicklgruber, avesse concepito Alois Hitler con un ebreo, Leopold Frankenberger, per cui il dittatore nazista avrebbe avuto un quarto di sangue ebraico. Secondo tale teoria un nipote di Alois, William Patrick Hitler, dopo aver lasciato la Germania negli anni trenta, avrebbe minacciato di ricattare lo zio Adolf riferendo alla stampa che il padre di Alois era Leopold Frankenberger.

## In Italia
Il fumetto è stato pubblicato in Italia per tre volte (nel 1998, 2003 e 2010) grazie alle Hazard Edizioni. L'edizione Hazard ha rispettato la divisione in 5 volumi (non l'edizione 2010, su 3 volumi con cofanetto raccoglitore) e la lettura alla giapponese, da destra verso sinistra, per conservare la giusta direzione delle immagini e la corretta postura dei personaggi. Per questa edizione la Hazard ha ricevuto, nel 1997, il prestigioso Premio Oesterheld «per aver favorito la comprensione e la conoscenza tra i popoli».
Nel 2018 è stato pubblicato dall'etichetta J-POP in due volumi.